# Straż Graniczna (Izrael)
Straż Graniczna Izraela (hebr. מִשְׁמַר הַגְּבוּל, Miszmar ha-Gwul, w skrócie hebr. מַגָּ"ב, Magaw) – jednostka żandarmerii i straży granicznej (organ ścigania), wchodząca w skład zarówno Policji izraelskiej, jak i Sił Obronnych Izraela.

## Historia

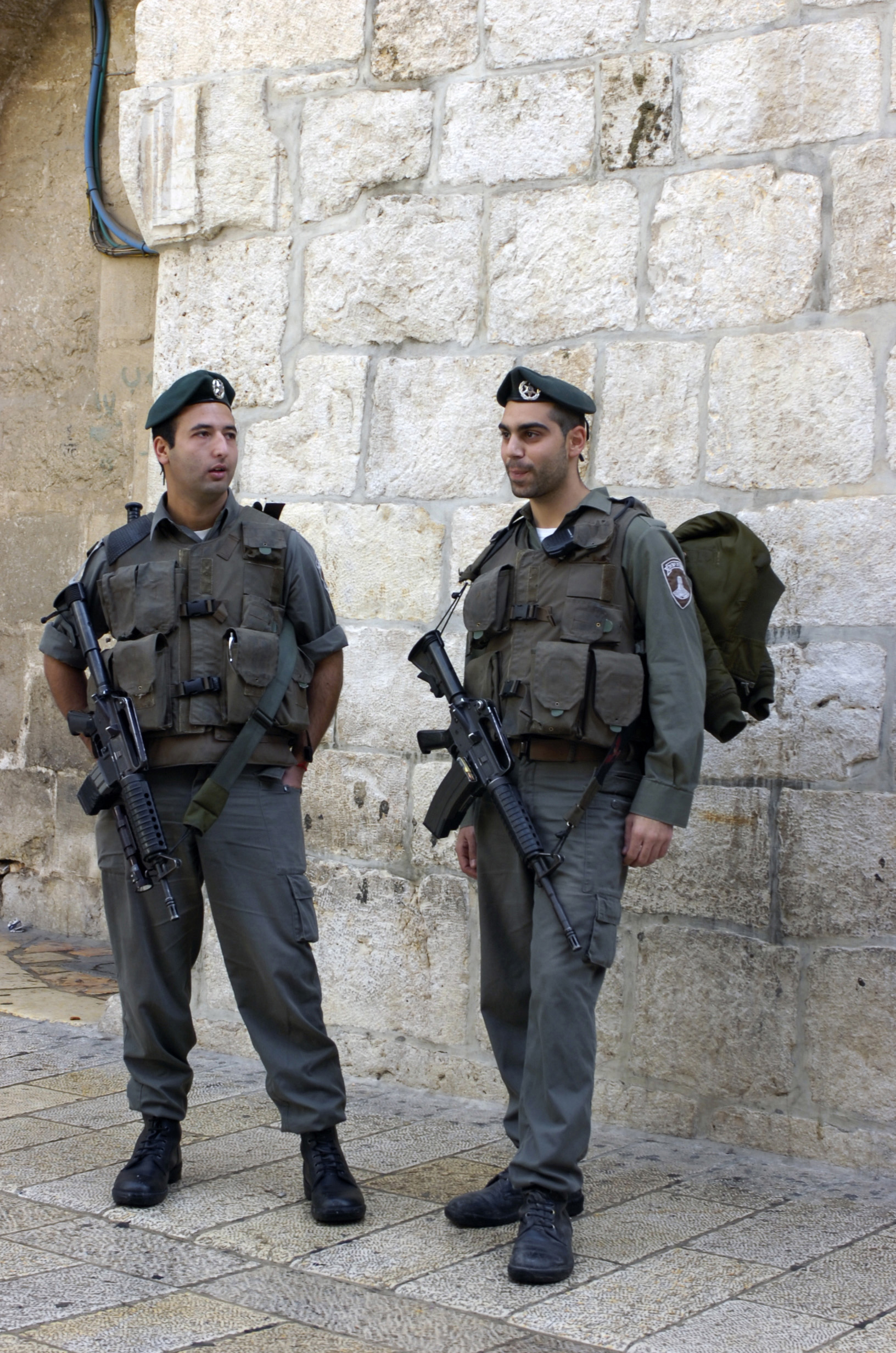
Funkcjonariusze Magaw w Jerozolimie

Jednostka została założona w roku 1949 jako Korpus Graniczny, który zaraz po utworzeniu wszedł w skład oddziałów Sił Obronnych Izraela. Podczas kryzysu sueskiego jednostka była zaangażowana w masakrę Kafr Qasim. Jednostka znana jest również pod akronimem Magaw, z kolei funkcjonariusze tej policji nazywani są kolokwialnie Magawnikim.
W roku 1967, podczas wojny sześciodniowej, oddziały graniczne walczyły wraz z jednostkami wojska przeciwko Arabom w rejonie Zachodniego Brzegu i Strefie Gazy. Podczas tej wojny oddział graniczny policji, stał się zarówno jednostką wojskową, jak i prawną. W 1974, z oddziałów policji granicznej utworzono nową jednostkę antyterrorystyczną, na wzór amerykańskiego oddziału SWAT – Jamam.

## Jednostki specjalne Straży Granicznej

### Jamam
Jednostka utworzona na wzór amerykańskiego SWAT-u, bierze udział w rozpracowywaniu szajek terrorystycznych takich jak Hamas i Qawasameh.

### Jamas
Specjalny oddział antyterrorystyczny, będący również częścią Sił Zbrojnych Izraela (CaHaL).

### Jamag
Taktyczna jednostka szybkiego reagowania.

### Matilan
Jednostka specjalna Straży Granicznej powstała w 1996 roku. Początkowo jednostka zwalczała przestępczość na terenach rolniczych. Z czasem do zadań dołączono walkę z infiltracją izraelskich granic przez zamachowców, przestępców i przemytników broni. Ponadto jednostka Matilan przeznaczona jest do działań wywiadowczych, obserwacji i kontrolowaniu szlaków komunikacyjnych, przeprowadzaniu zasadzek, walki z handlem narkotykami i bronią oraz przeciwdziałanie kradzieżom pojazdów.

## Ochotniczy Korpus Graniczny
Oprócz Izraelczyków, wstępujących do straży granicznej, istnieje jeszcze korpus ochotniczy, do którego dołączają głównie żydowscy imigranci z USA, Wlk. Brytanii, Australii, Francji, Niemiec, Południowej Afryki, krajów  Ameryki Południowej i krajów byłego Związku Radzieckiego. Większość funkcjonariuszy OKG służy w okolicach Jerozolimy.

## Galeria

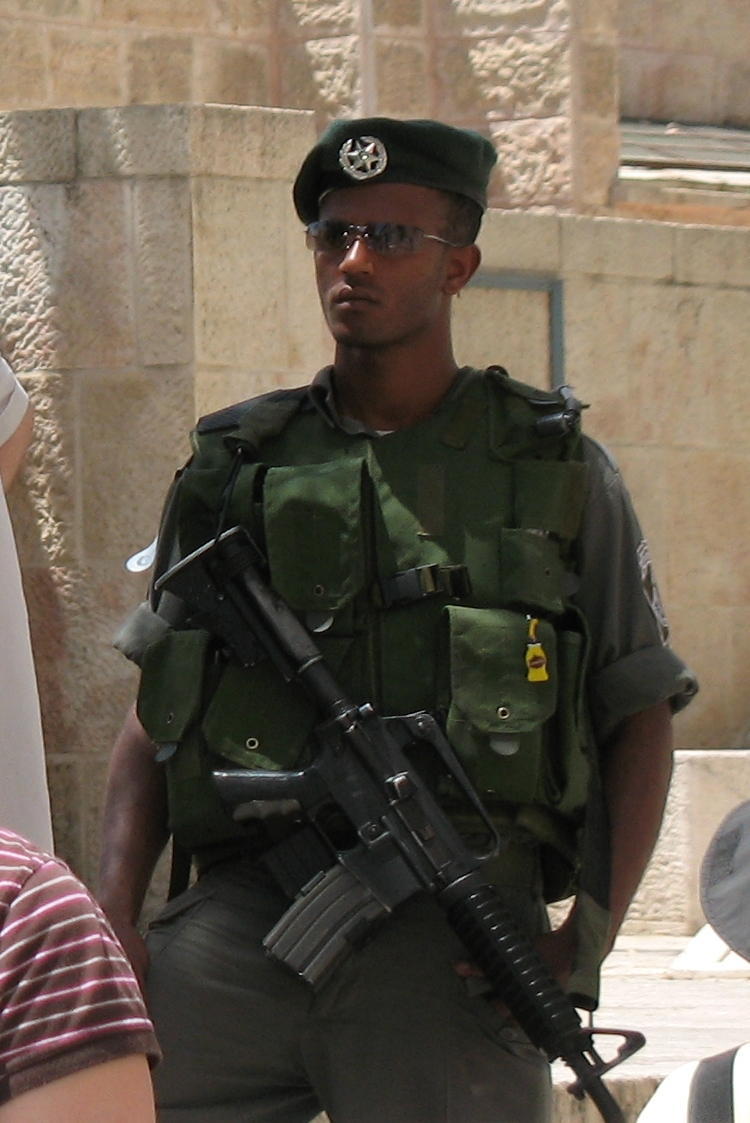
„Magawnik” nieopodal dzielnicy muzułmańskiej w Jerozolimie na Starym Mieście.
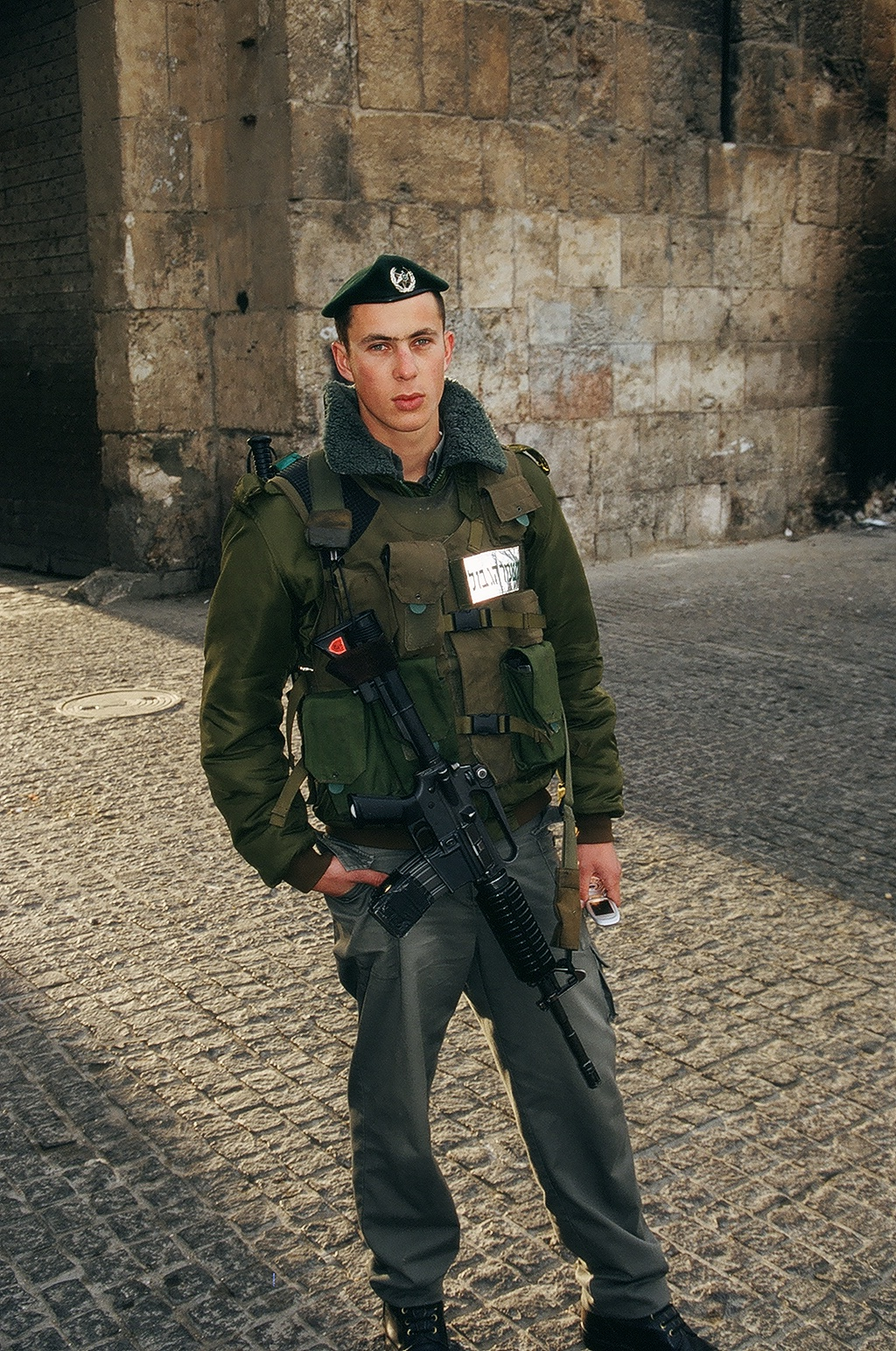
Jeden z funkcjonariuszy – Stare Miasto.
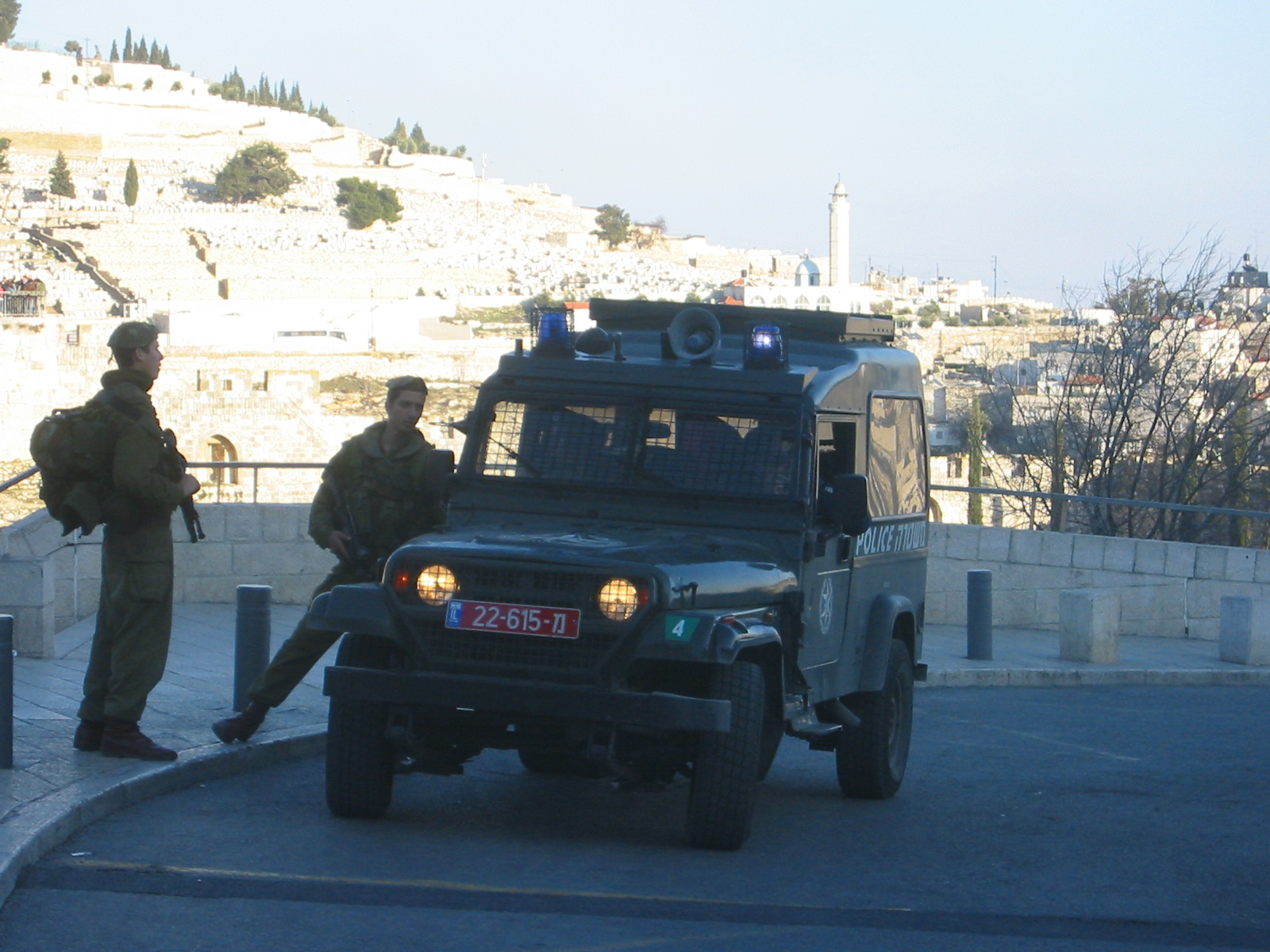
Jeep przy dzielnicy żydowskiej na Starym Mieście.
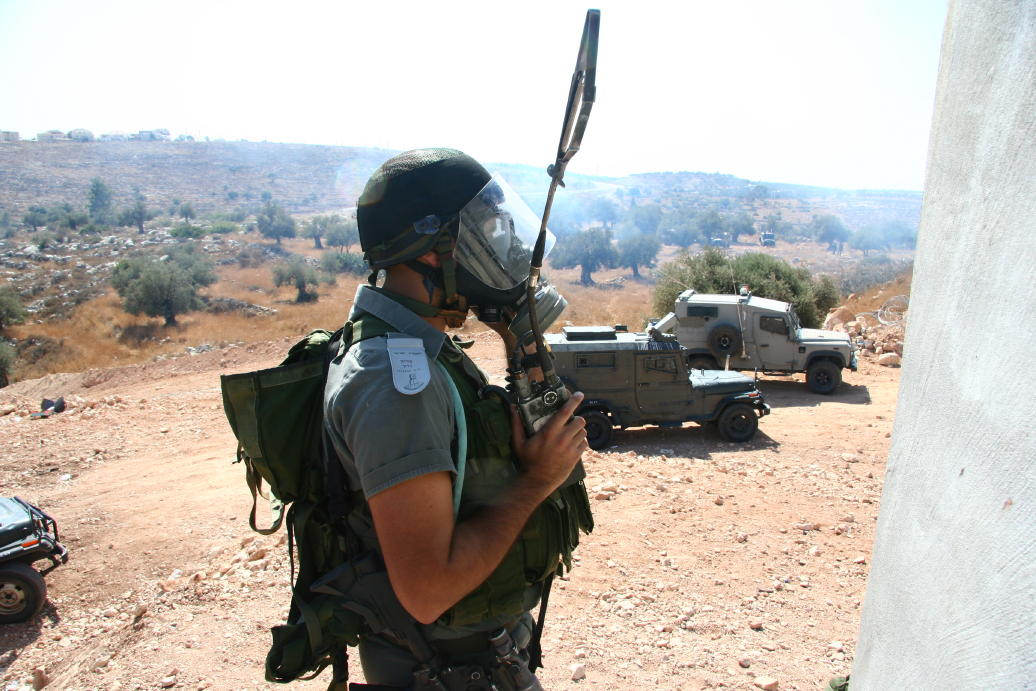
Funkcjonariusz w masce przeciwgazowej.
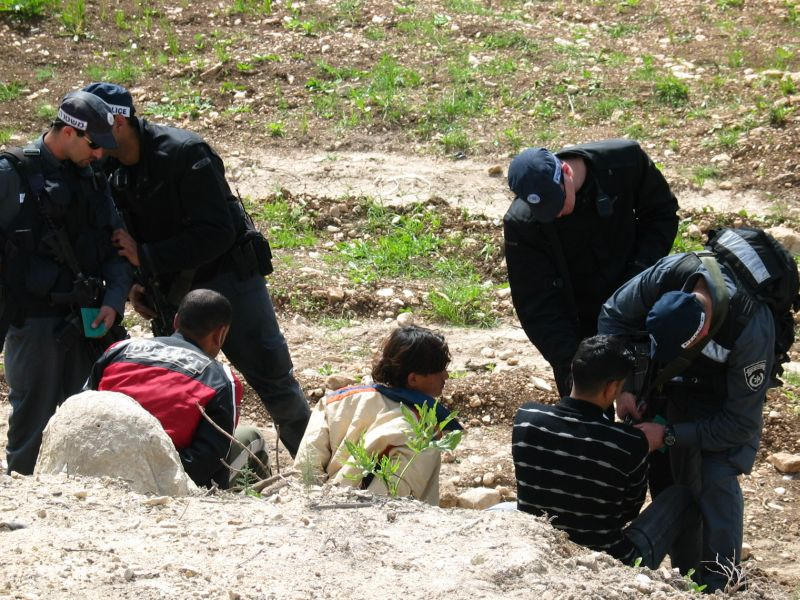
Oficerowie Magaw, przeszukujący podejrzanych.